# Malvaviscus lanceolatus
Malvaviscus lanceolatus är en malvaväxtart som beskrevs av Joseph Nelson Rose. Malvaviscus lanceolatus ingår i släktet Malvaviscus och familjen malvaväxter. Inga underarter finns listade i Catalogue of Life.